# Soulèvement carliste d'octobre 1900

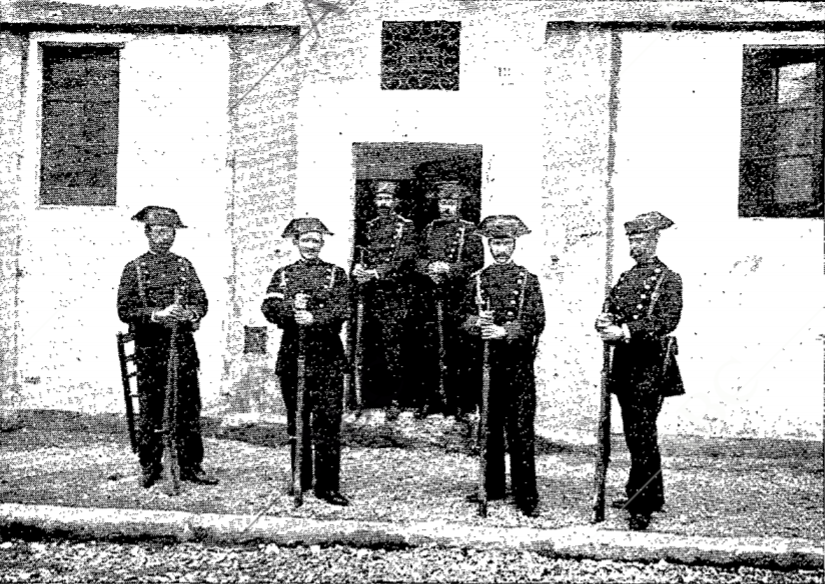
Photo des gardes civils qui résistèrent à l'assaut carliste devant leur caserne de Badalone.

Le soulèvement carliste d'octobre 1900 ou Octubrada (littéralement « coup d'octobre ») est une insurrection armée lancée à Badalone, près de Barcelone, le 28 octobre 1900, qui s'étendit à d'autres villes de Catalogne et, plus ponctuellement, à d'autres régions d'Espagne, mais échoua rapidement après avoir été étouffée dans son épicentre.
Elle est considérée comme le dernier soulèvement militaire significatif proprement carliste.

## Histoire

### Contexte
A la fin du XIXe siècle, la crise de la Restauration due à la situation à Cuba et aux Philippines avait donné un nouvel élan au carlisme. Dans un climat de tension, en mars 1897, des groupes isolés s'étaient soulevés à Puebla de San Miguel (Valence) , Castelnou et Calanda (Teruel), ce qui suscita une certaine inquiétude. Les journaux firent également fait de troubles dans les cercles carlistes de diverses provinces,. Cependant, les députés carlistes au Congrès et le journal traditionaliste El Correo Español assurèrent que les carlistes étaient calmes et qu'ils n'organisaient aucun soulèvement généralisé. Le député traditionaliste Matías Barrio y Mier condamna fermement condamné ces troubles, déclarant que les rebelles avaient « agi avec impatience, de leur propre chef, suivant les impulsions irrésistibles de leur enthousiasme et désobéissant à nos instructions » et que « cela qu'on suppose et nous attribue, serait antipatriotique dans les circonstances actuelles ».
L'année suivante, en avril 1898, devant l'imminence de la guerre entre l'Espagne et les États-Unis après le naufrage du Maine, don Carlos déclara dans une lettre à Vázquez de Mella qu'il ne ferait rien qui puisse entraver la victoire de l'Espagne, pour « ne pas [avoir à assumer] devant l'Histoire la responsabilité de la perte de Cuba ». Cependant, une fois la défaite survenue, les carlistes planifièrent un nouveau soulèvement et échangèrent avec divers généraux et unités militaires.

### Conspiration
À Madrid, le groupe de conspirateurs était mené par le marquis de Cerralbo, délégué du prétendant Charles en Espagne, avec le comte de Casasola comme trésorier. On prévoyait de soulever des troupes à Ségovie, Burgos et Valladolid, qui prendraient armes et uniformes de la Garde civile. Les généraux carlistes Gutiérrez Solana en Alava et Eulogio Isasi en Vizcaya étaient également impliqués, ainsi qu'un colonel de cavalerie en Alava et un lieutenant-colonel d'artillerie au Guipuscoa. Le comte de Rodezno, Tirso de Olazábal et Cerralbo seraient chargés de soulever les zones frontalières à la frontière avec la France, disposant du soutien des légitimistes français. En Aragon, le complot était dirigé par le baron de Sangarren ; au Pays valencien, des officiers de l'armée étaient impliqués également. Quelques carlistes catalans, menés par Salvador Soliva avaient fait leurs propres préparatifs indépendamment de la planification générale,.
La conspiration carliste finit par échouer entre autres parce que le général Weyler, qui s'y était impliqué, retira finalement son soutien et que les puissances européennes manifestèrent leur opposition au mouvement. Cerralbo quitta l'Espagne et présenta sa démission, remplacé en décembre 1899 par Matías Barrio y Mier. La jeunesse carliste attribua l'échec à l'opposition de doña Berta, seconde épouse du prétendant, qui aurait arrêté ce dernier alors qu'il était déjà parti pour l'Espagne. Cependant, certains carlistes pensaient que le soulèvement représentait leur meilleure opportunité de triompher et tentèrent de lancer le soulèvement sans l'autorisation de leurs principaux dirigeants.
En Catalogne, don Jaime était le général en chef et en janvier 1899 le général Moore (es) fut nommé chef d'état-major général de l'armée royale de Catalogne, qui avait la délégation du capitaine général Rafael Tristany pour diriger le travail d'organisation et préparation dans toute la Catalogne. Moore imposa son autorité militaire dans la région sur les comités civils carlistes, créa une trésorerie d'organisme militaire et divisa le territoire en zones militaires. Il nomma José de España trésorier général de la Catalogne (assimilé à général de l'armée), José Muntadas trésorier de la province de Barcelone et le colonel Salvador Soliva chef par intérim de la brigade de Barcelone. Matías Ripoll était commandant général de Barcelone. Dans les autres provinces catalanes, Juan Baró avait été nommé commandant général de Gérone et Francisco Cavero général en chef de la division de Lérida et Tarragone. 3 450 fusils Remington et plus de 300 000 cartouches furent achetés, en plus d'abondantes ceintures, uniformes et bérets.
Comme le prétendant Charles de Bourbon ne donna pas l'ordre de lancer l'insurrection, certains conjurés bien préparés décidèrent de sortir à leur propre compte, mais avec l'approbation de certains cadres du parti : Muntadas, Soliva et d'autres dirigeants de Barcelone prétendirent réaliser le soulèvement sans ordre et « par dessus le roi ». Moore s'y opposa, informant les dirigeants que quiconque se lèverait sans son ordre serait démis de ses fonctions et de son emploi. Le 24 octobre, il appela le brigadier Manuel Puigvert et le maire Juan Puigvert pour dissuader Soliva, qui avait pourtant déjà donné l'ordre de se soulever le 28 octobre 1900.

### Soulèvement

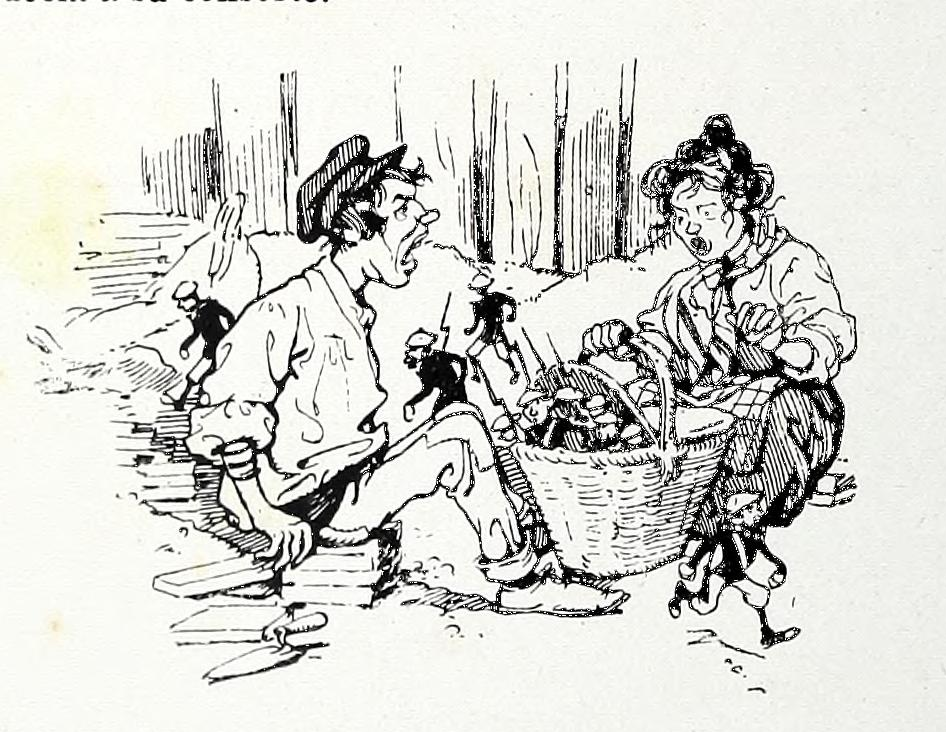
Caricature du soulèvement carliste, dans lequel des miliciens carlistes sortent d'un panier repas où ils se cachaient.

Le début de l'insurrection eut lieu le 28 octobre à Badalone, lorsqu'entre vingt et trente hommes dirigés par José Torrents, « vêtus d'un chemisier bleu, d'un béret rouge, d'une ceinture et de bretelles », apparurent armés de tromblons, de carabines Remington et fusils de chasse, devant la caserne de la Garde civile au cri de « Vive Charles VII ! », provoquant des échanges de coups de feu nourris entre les émeutiers et la forces de l'ordre ; ces derniers abattirent Torrents et plusieurs insurgés furent blessés,. Après quelques minutes, les carlistes s'enfuirent, poursuivis par les gardes qui résidaient dans la caserne.
Peu avant la révolte, dont les autorités étaient informées, plusieurs perquisitions avaient été effectuées dans les maisons de carlistes bien connus et de nombreuses arrestations avaient eu lieu, parmi lesquelles celles de Salvador Soliva, le chef général de l'armée carliste désigné en Catalogne et son assistant, le capitaine José María Alegría,. Après les événements, les frères et le père de José Torrents furent arrêtés.

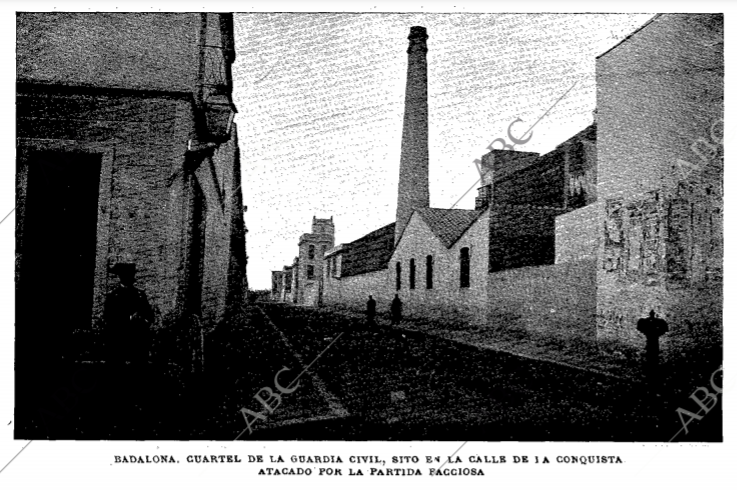
Caserne de la Garde civile sur la Calle de la Conquista à Badalone.

En plus de l'action de Badalone, un autre groupe dirigé par José Grandia se souleva à Gironella avec des ouvriers des usines de la région, qui restèrent pendant une quinzaine de jours dans le maquis montagneux de Berga, ainsi que d'autres dans plusieurs localités catalanes comme Piera, Castelldefels, Igualada, dans le Lluçanès (ca), ainsi qu'à Fígols, Aviá ou Moncada, dont le soulèvement dura deux ou trois jours. À Calella, Manuel Puigvert alias «Socas» commandait un groupe d'environ 20 ou 30 hommes et à Castelldefels José Miró alias «Pepus» partit dans la montagne avec 22 étudiants et fut arrêté début novembre à San Quintín de Mediona. Des tentatives d'insurrection mineures eurent également  lieu dans d'autres régions d'Espagne, notamment au Pays valencien (à Alicante et Liria (60 hommes), dans la Sierra de la Carrasqueta (es) (20-30 hommes), à Alcoy et à Alcalá de Chivert (14 -30 hommes)), ainsi que dans la province de Jaén, à Quesada, Úbeda (12 hommes) et Baeza (13 détenus).
Après cette tentative de soulèvement manquée, le gouvernement ferma tous les cercles carlistes en Espagne et suspendit la presse du mouvement pendant quelques mois.

## Postérité

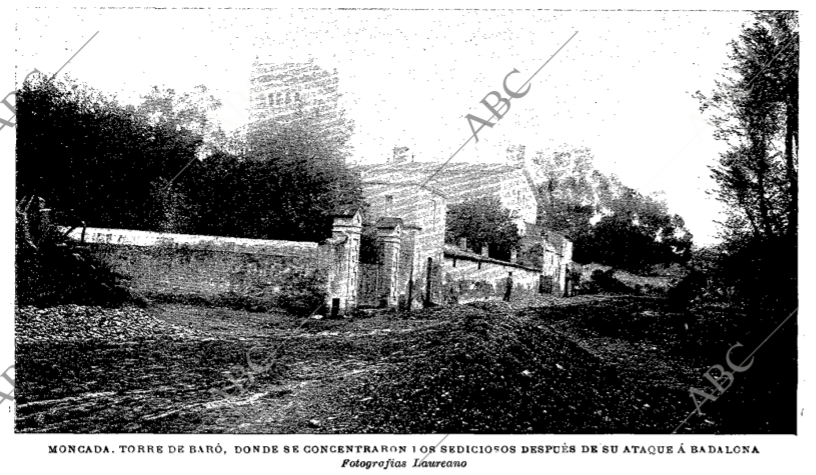
Torre de Baró, à Moncada, où les séditieux se rassemblèrent après leur attaque contre Badalone.

L'historien traditionaliste Melchor Ferrer a décrit le soulèvement comme « la seule manifestation virile ayant eu lieu en Espagne de protestation contre la honte du désastre colonial et contre la politique désastreuse de la reine régente ».
Une fois la rébellion sous contrôle, le gouvernement de Sagasta répondit par une campagne de répression contre le carlisme : la structure militaire fut démantelée et ses journaux, les locaux où se réunissaient les cercles carlistes et d'autres organisations du parti carliste furent interdits
En 1906, en réponse aux projets anticléricaux du gouvernement de José López Domínguez, eut lieu une tentative insurrectionnelle mineure, elle aussi avortée : la troupe de Pablo Güell alias «el Rubio» se souleva à Valls, Manuel Puigvert alias «el Socas» à Calella et à Rajadell celle de Guillermo Moore. Comme en 1900, les insurgés agirent sans des autorités du parti carliste.